# Isla Agustín (Los Roques)
Isla Agustín (también llamada Prestonquí) es el nombre que recibe una isla que se encuentra en el Archipiélago de Los Roques al centro norte del país sudamericano de Venezuela.Administrativamente hace parte del Territorio Insular Miranda una subdivisión de la Dependencias Federales de Venezuela. El nombre alternativo de la Isla Prestonqui se cree que proviene de una corrupción del inglés Preston Key.

## Historia
La Isla  formó parte de la Capitanía General de Venezuela durante la colonización española y ya en la Venezuela independiente fue incluida en el Territorio Federal Colón (entre 1871 y 1908), y las Dependencias Federales desde 1938. En 1972 fue incluida en el Parque nacional Los Roques. En 1976 se trasladó a la isla parte de la población de Esparquí. Hasta 2011 formó parte de la Autoridad Única de Área de Los Roques que fue liquidada para dar paso al gobierno del territorio insular.
En las últimas décadas se planeó construir instalaciones de lujo en la isla con el apoyo del Ministerio de Turismo de Venezuela, lo que desató críticas de organizaciones ambientalistas, pero a la fecha no se ha concretado ninguno de los proyectos.

## Geografía
La isla posee una superficie aproximada de 43 hectáreas (equivalentes a 0,43 kilómetros cuadrados) con un perímetro de 5,5 kilómetros). Se ubica al sur de Crasquí al oeste de Isla de Loco, al sureste de Espenquí y al norte de la Isla Larga.

## Economía
La principal actividad económica en la Isla es el turismo, Se puede hacer deportes acuáticos como snorkel y pesca de bonefish. A diferencia de otras islas posee su propio restaurante.